# Berlin-Grünau (stacja kolejowa)
Berlin-Grünau – stacja kolejowa w dzielnicy Grünau, w Berlinie, w Niemczech. Stacja posiada 2 perony.